# Platz der Einheit (Kaunas)

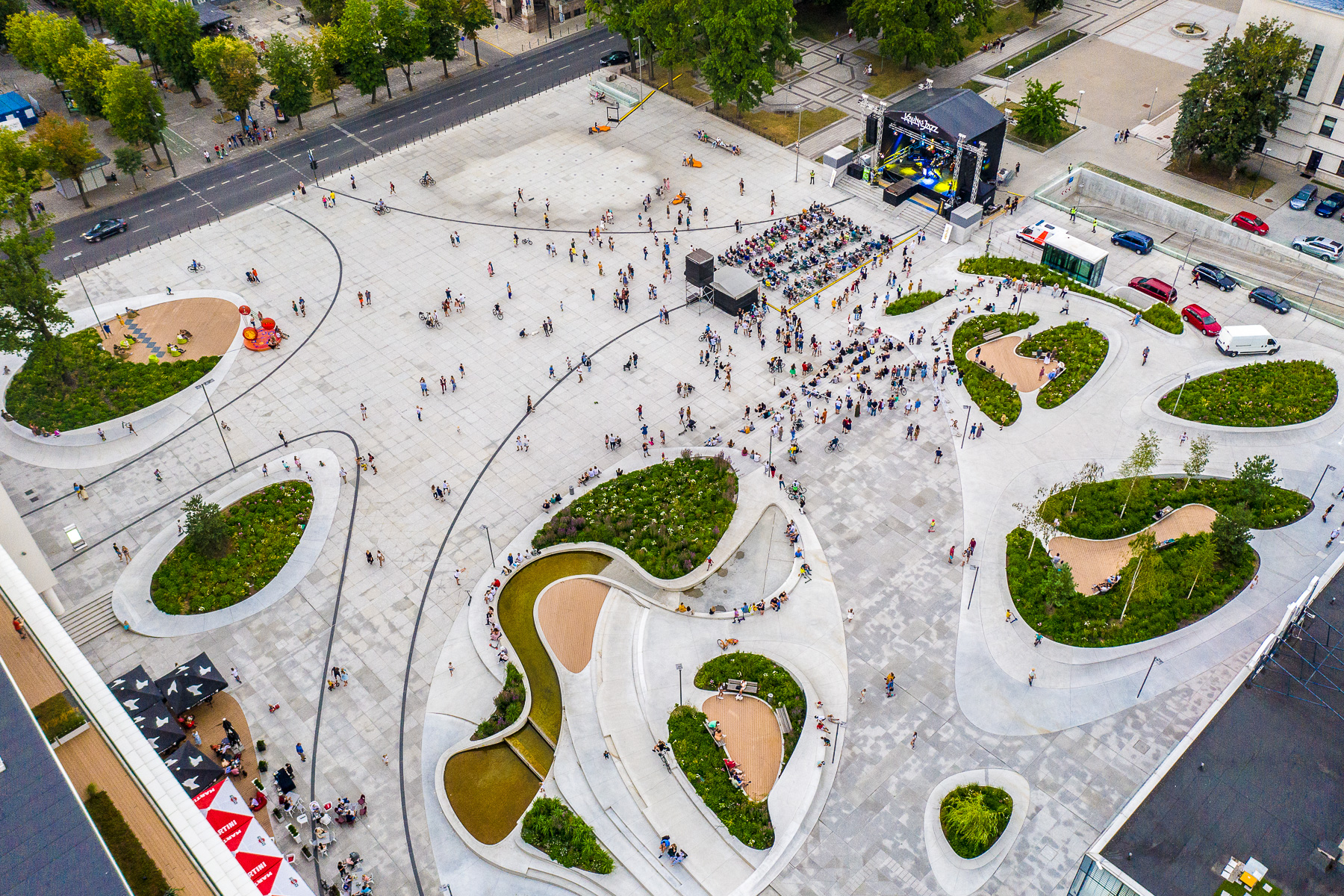
Vienybės-Platz

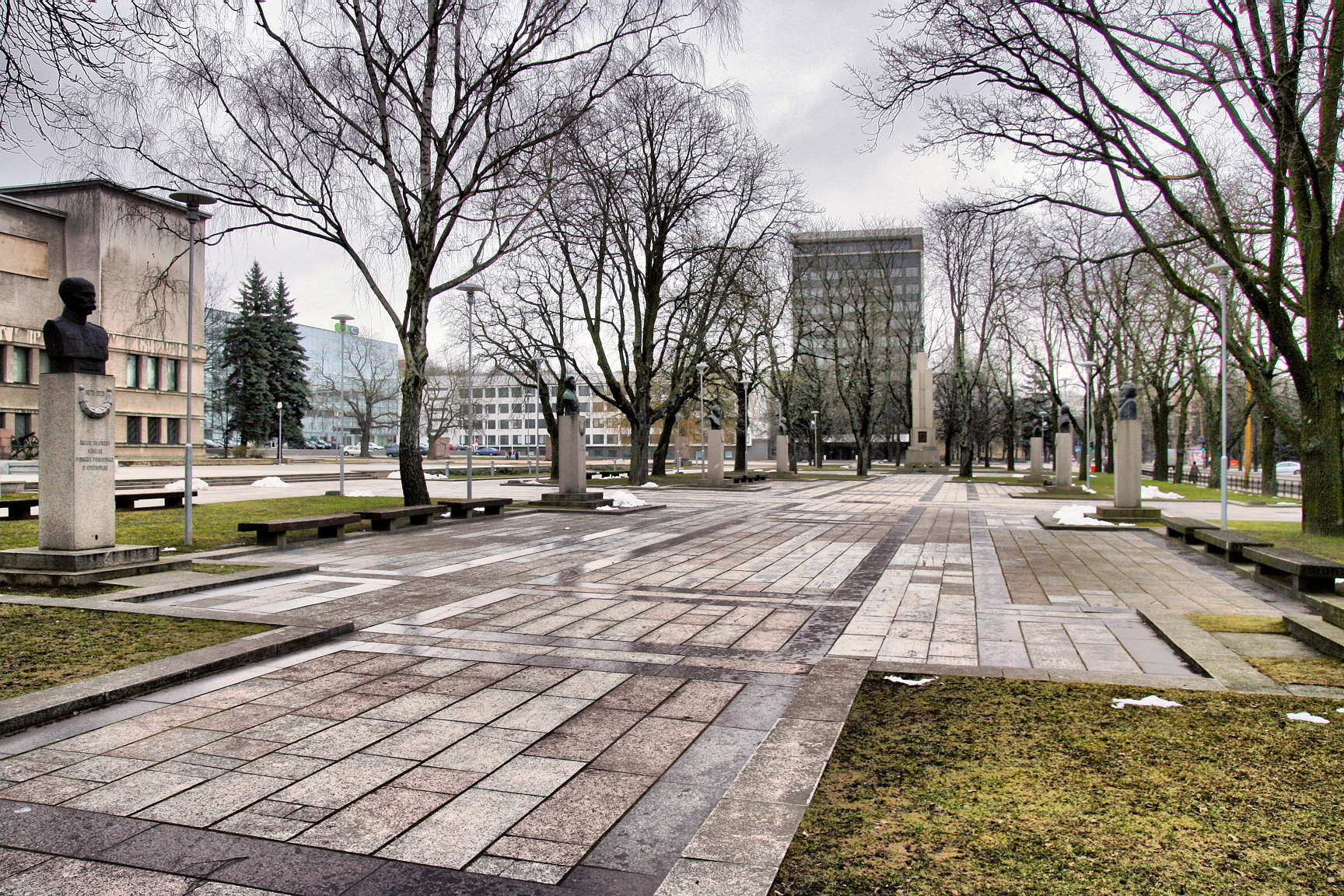
Vienybės-Platz

Vienybės-Platz (lit. Vienybės aikštė, deutsch Platz der Einheit, Einheitsplatz) ist ein Platz im Stadtteil Naujamiestis (Neustadt) der litauischen Stadt Kaunas, an der Kreuzung der Straßen von K.-Donelaitis und S.-Daukantas. 

## Geschichte
Der Platz entstand in der Mitte des 19. Jahrhunderts. Damals wurden dort Märkte abgehalten und beide Straßen teilten den Platz in vier Teile. 1919 wurde eines der ersten litauischen Museen (Vytautas-Magnus-Militärmuseum) anstelle einer Armeemanege des Russischen Reiches im nördlichen Teil des Platzes gebaut. Zwischen dem Kriegsmuseum und der K.-Donelaitis-Straße wurde ein Museumsgarten angelegt, Denkmäler für die Gefallenen für die Freiheit Litauens, Büsten der bedeutendsten litauischen Persönlichkeiten, das Freiheitsdenkmal gebaut, die Ewige Flamme aufgestellt, der Garten wurde durch mehrere Skulpturen ergänzt.
Der Einheitsplatz wurde zum repräsentativsten Platz in Kaunas, wo die wichtigsten staatlichen Feierlichkeiten und Aufstellungen der litauischen Armee stattfanden.